# Кристалл-Арена
Ледовый дворец «Кристалл арена» — ледовая арена на 3 500 зрителей. Расположена в Советском районе Красноярска.

## История
Ледовый дворец «Кристалл арена» построена к играм XXIX Всемирной зимней универсиады 2019 в Красноярске. На арене прошли соревнования по хоккею с шайбой. В марте 2019 именно здесь студенческая сборная России победила в финале Словакию и завоевала золотые медали.

## Использование
- спортивная школа олимпийского резерва по ледовым видам спорта (фигурное катание);
- спортивная школа по дзюдо;
- спортивные школы по хоккею с шайбой.
- проведение сеансов массовых катаний для населения[2].

## Команды
Является домашней ареной (вместе с «Платинум Ареной») для красноярских хоккейных команд: «Сокол», «Красноярские Рыси» и «Бирюса».